# Aquilino Soto Méndez
Aquilino Soto Méndez (Camagüey, Cuba, 1926 - Sabadell, 2 de setembre de 2015) va ser un atleta que va començar a competir als 62 anys. Va ser subcampió del món de 25 quilòmetres amb 70 anys.

## Biografia
Va néixer a Cuba, on els seus pares havien emigrat des de Vega de Valcarce (Lleó). La família es va establir a França quan ell tenia 6 anys i va retornar a Vega de Valcarce. De jove, Aquilino va emigrar a Sabadell, on va treballar en la indústria tèxtil i on, junt amb la seva dona Josefa, va criar les seves dues filles, Angelines i Maria José. Veí del barri de Campoamor de la capital vallesana, va començar a córrer quan ja tenia 62 anys, després d'acompanyar la seva neta de 8 anys a entrenar a les pistes d'atletisme de Sabadell. Al cap de poc, va començar a competir i a guanyar diferents trofeus de la seva categoria d'edat. Va competir per a la Joventut Atlètica Sabadell (JAS) i per a la secció d'atletisme del Club Natació Sabadell (CNS). El 1993 es va federar a la categoria de veterà a la Reial Federació Espanyola d'Atletisme. Entre les seves millors marques cal destacar la de subcampió del món de 25 quilòmetres (1 hora: 52 minuts i 33 segons), amb 70 anys; la de campió d'Espanya de mitja marató (21 quilòmetres) el 2002 o la medalla d'or de cros a Lloret de Mar en la categoria de majors de 80 anys. L'any 2012 va deixar de competir a causa d'una lesió, però el 2014 encara caminava dues hores cada dia. L'any 2014 va rebre un homenatge ciutadà per la seva dedicació al món de l'atletisme i de l'esport en general; el van organitzar la JAS, el CNS i l'Ajuntament de Sabadell a la Granja del Pas.